# Kyi Lin
Kyi Lin (* 4. September 1992 in Rangun) ist ein myanmarischer Fußballspieler.

## Karriere

### Verein
Seinen ersten Vertrag unterschrieb Kyi Lin 2009 bei Yangon United. Der Verein aus Rangun spielte in der ersten Liga, der Myanmar National League. Mit dem Verein wurde er fünfmal Meister (2011, 2012, 2013, 2015, 2018) und dreimal Vizemeister (2014, 2016, 2017). 2011 und 2018 gewann er mit dem Club den General Aung San Shield. 2019 wechselte er kurzfristig (Juni bis Oktober) zum Ligakonkurrenten Zwekapin United nach Hpa-an. Seit Oktober ist er wieder bei Yangon United.

### Nationalmannschaft
Kyi Lin spielt seit 2011 für die myanmarische Nationalmannschaft.

## Erfolge und Auszeichnungen

### Erfolge
Yangon United
- Myanmar National League

Meister: 2011, 2012, 2013, 2015, 2018
Vizemeister: 2014, 2016, 2017
- General Aung San Shield

Sieger: 2011, 2018

### Auszeichnungen
- 2012 – Myanmar National League – Spieler des Jahres